# Harald Paumgarten
Harald Paumgarten (* 4. April 1904 in Graz; † 6. Februar 1952 in St. Anton am Arlberg) war ein österreichischer Skisportler, der im Skilanglauf, im Skispringen, in der Nordischen Kombination sowie bei alpinen Skirennen antrat.

## Biografie
Bei internationalen Bewerben konnte Paumgarten in der zweiten Hälfte der 1920er-Jahre zahlreiche Siege, hauptsächlich in den nordischen Disziplinen, feiern. Sein erstes Großereignis waren die Olympischen Winterspiele 1928 in St. Moritz. Dabei trat er im Skilanglauf über 18 km und im Einzel der Nordischen Kombination an. In beiden Wettbewerben erreichte er den 17. Platz. Bei den ersten alpinen Skiweltmeisterschaften 1931 im Schweizer Mürren startete Paumgarten in der „langen Abfahrt“, in der keine WM-Medaillen vergeben wurden, und belegte hinter seinem Teamkollegen Gustav Lantschner und dem Briten Chris Mackintosh den dritten Platz.
Bereits 1930 hatte Paumgarten eine Skischule in Sugar Hill im US-Bundesstaat New Hampshire gegründet und nahm daher nicht mehr so oft an Bewerben teil. Bei den Olympischen Winterspielen 1932 in Lake Placid war der bereits in den USA lebende Paumgarten Fahnenträger der österreichischen Delegation. Bei den Wettkämpfen erreichte er im Einzel der Kombination den 18. Platz, kam im Skispringen auf den 25. und im Skilanglauf auf den 29. Platz. Bei den nordischen Skiweltmeisterschaften 1933 in Innsbruck gewann er im Staffelwettbewerb des Skilanglaufs über 4 × 10 km gemeinsam mit Toni Gstrein, Hermann Gadner und Balthasar Niederkofler die Bronzemedaille.
Am 6. Februar 1952 wurde Paumgarten bei einem seiner vielen Heimatbesuche am Galzig-Osthang von einer Lawine verschüttet und konnte nur noch tot geborgen werden.
Harald Paumgarten war der Bruder des Nordischen Kombinierers Fridtjof Paumgarten und der Skirennläuferin Gerda Paumgarten sowie der Großvater des US-amerikanischen Ruderers Douglas Burden.